# Begin to Hope
Begin to Hope är Regina Spektors fjärde album, utgivet 2006. Hon nådde störst framgång med låter "Fidelity", som nådde 20:e plats på amerikanska albumlistan.

## Låtlista
Samtliga låtar skrivna av Regina Spektor.
1. "Fidelity" - 3:47
2. "Better" - 3:22
3. "Samson" - 3:10
4. "On the Radio" - 3:22
5. "Field Below" - 5:18
6. "Hotel Song" - 3:29
7. "Après Moi" - 5:08
8. "20 Years of Snow" - 3:31
9. "That Time" - 2:39
10. "Edit" - 4:53
11. "Lady" - 4:45
12. "Summer in the City" - 3:50